# Майонез (блюдо)
Майоне́з (фр. mayonnaise) — ныне забытое холодное мясное или рыбное блюдо русской кухни, похожее на заливное, отличительной чертой которого является гарнир из рубленого ланспика и мусс на его основе, взбитый на льду с растительным маслом, который в европейских кухнях получил название «майонез по-русски» (фр. mayonnaise à la russe).
Мясные майонезы готовили из отварных телятины, говядины, мяса птицы и дичи, а также из фаршированных мясным фаршем кур, каплунов и индеек, которых выкладывали на блюдо, покрывали пенистым муссом и украшали кубиками ланспика и маринованными или отварными овощами. По одной из версий происхождения салата оливье, именно таким майонезом было изначальное изобретение Люсьена Оливье. В ингредиенты сборного майонеза помимо мясного ассорти входили сладкое мясо, петушиные гребешки и трюфель. Рыбные майонезы из отваренных филе судака, кеты, форели или нарезанных кусками осетрины, севрюги или белуги с ланспиком на основе рыбного бульона обнаруживаются в «Книгах о вкусной и здоровой пище» 1939 и 1954 годов. В издании 1976 года под майонезом уже подразумевается только соус для заправки салатов или украшения блюд.